# Martha Wachter-Schneider
Martha Wachter-Schneider (* 1883; † 1978 in Basel) war eine engagierte Frau, die im Dienst von verschiedenen Hilfsorganisationen zahlreichen vom Zweiten Weltkrieg geschädigten Kindern zu einem Erholungsaufenthalt in der Schweiz verhalf.

## Leistungen
Seit Anfangs der 1950er-Jahre begleitete Martha Wachter im Auftrag der Kinderhilfe des Schweizerischen Roten Kreuzes und des Berliner Senats für Jugend und Sport erholungsbedürftige Kinder zu einem Ferienaufenthalt in die Schweiz. Tausende Kinder sind mit dem „Danti vo dr Kinderhilf“ anfänglich in Sonderzügen, später dann in kleineren und grösseren Gruppen nach Basel und in andere Schweizer Städte und Dörfer gefahren. 
Martha Wachter reiste auch in die Niederlande, nach Frankreich, Österreich und Ungarn, um Kindertransporte zu organisieren. Nachdem das Schweizerische Rote Kreuz diese Transporte eingestellt hatte, übernahm diese der Landesverband Freier Schweizer Arbeitnehmer, der regelmässig vor allem Kinder aus Berlin bei schweizerischen Familien unterbrachte.

## Ehrungen
Für ihren Einsatz erhielt Martha Wachter vom Deutschen Roten Kreuz das Grosse Verdienstabzeichen.